# خورخي فيغيروا أكوستا
خورخي فيغيروا أكوستا (بالإسبانية: Jorge Figueroa Acosta)‏ هو نحات ورسام مكسيكي، ولد في 23 أبريل 1942 في المكسيك.